# Princess Diana Beach

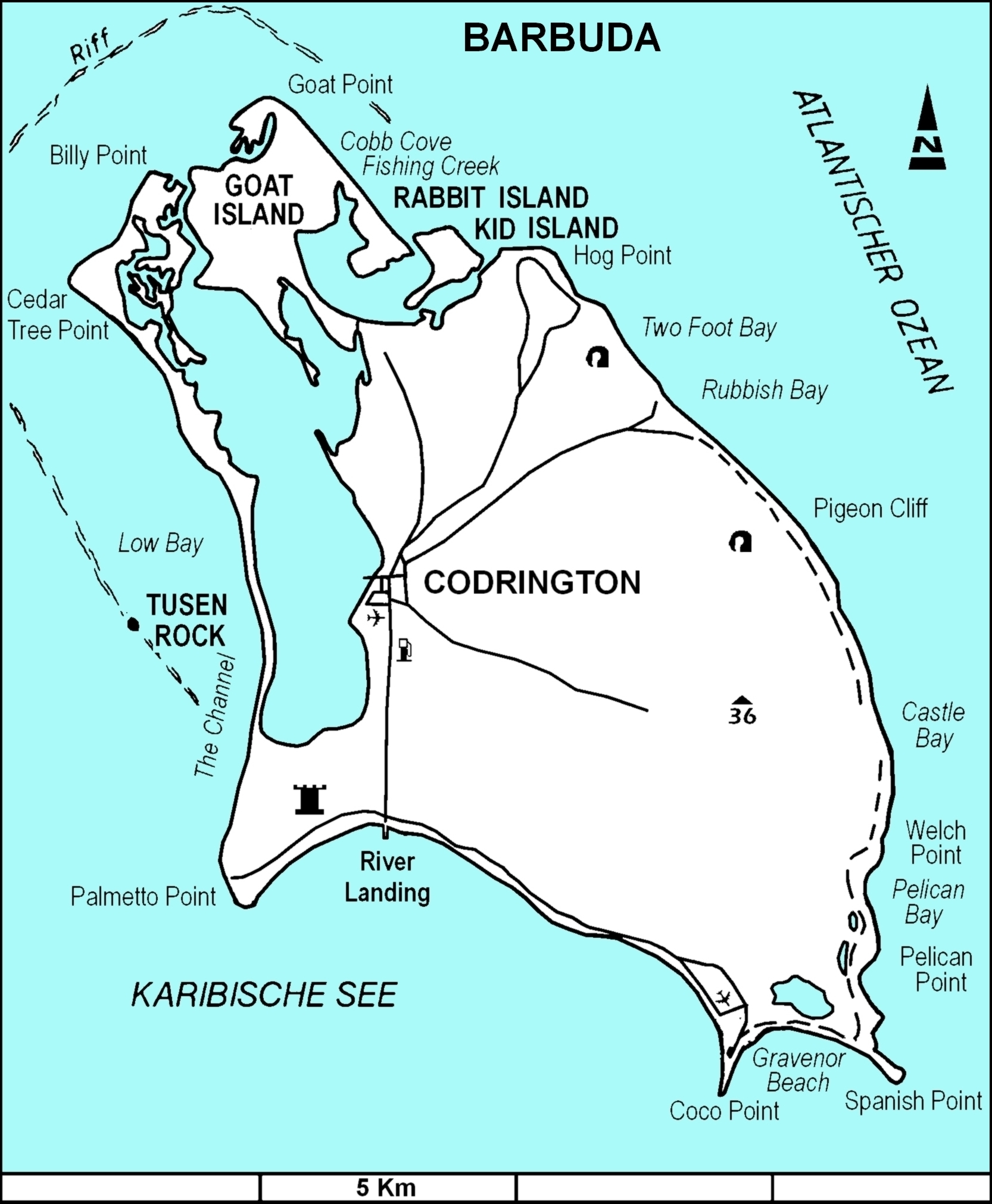
Kaart van Barbuda

Princess Diana Beach, vroeger Access Beach en Coco Point Beach, is een strand in het zuiden van het eiland Barbuda in Antigua en Barbuda. Het is een 3 km lang witzandstrand dat periodiek roze is gekleurd vanwege de aanwezigheid van foraminifera. In 2011 werd het strand hernoemd naar Diana Spencer, die het strand vaak bezocht had.

## Overzicht
Princess Diana Beach bevindt zich aan Coco Point, een schiereiland van 1,5 km dat twee stranden scheidt. Het oostelijke Gravenor Beach heeft wild water vanwege de wind en zeestroom. Het westelijke Princess Diana Beach heeft kalm en rustig water. Het is een van de populairste stranden van het eiland, maar heeft geen voorzieningen.

## Coco Point Lodge en Paradise Found
In 1960 opende William Cody Kelly het toeristisch resort Coco Point Lodge op het schierland. Het resort was klein en exclusief. Er was ruimte voor 68 gasten op een terrein van 66 hectare. Jachten en auto's waren niet toestaan. In 2017 werd Barbuda zwaar getroffen door orkaan Irma en was tijdelijk geëvacueerd. Op 15 november besloot Coco Point Lodge niet te herbouwen, en het resort te sluiten.
In 2015 werd het Paradise Found project aangekondigd door Robert De Niro en de miljairdair James Douglas Packer. Voor Paradise Found zou een luxueus hotel, casino, een haven voor superjachten, en een vliegveld voor privéjets worden aangelegd. Door de bevolking van Barbuda werd verzet geleverd tegen het plan. Tijdens de evacuatie werd door de regering van Antigua en Barbuda de constructie van het resort op een terrein van 225 hectare goedgekeurd zonder toestemming van de eilandsraad. Er lopen er rechtzaken om de bouw tegen te houden.